# 67. Infanterie-Brigade (Deutsches Kaiserreich)
Die 67. Infanterie-Brigade war ein von 1890 bis 1918 bestehender Großverband der Preußischen Armee.

## Geschichte
Zum Zuge der Bildung des Generalkommandos des XVI. Armee-Korps wurde die Brigade am 1. April 1890 in Metz errichtet. Ihr waren das 4. Magdeburgische Infanterie-Regiment Nr. 67 und das Infanterie-Regiment Nr. 131 unterstellt. Gemeinsam mit der 68. Infanterie- und der 34. Kavallerie-Brigade bildete sie die 34. Division. Im Tausch kam am 31. März 1906 das 5. Lothringische Infanterie-Regiment Nr. 144 unter das Brigadekommando und gab dafür das 2. Lothringische Infanterie-Regiment Nr. 131 an die 65. Infanterie-Brigade ab. Zum 1. Oktober 1912 trat das 4. Magdeburgische Infanterie-Regiment Nr. 67 aus dem Brigadeverbund und wurde durch das 3. Lothringische Infanterie-Regiment Nr. 135 ersetzt.

### Erster Weltkrieg
Die Brigade kam während des Ersten Weltkrieges zunächst an der Westfront zum Einsatz und trat am 8. Oktober 1916 unter die 223. Infanterie-Division. Mitte Mai 1917 verlegten die Truppen an die Ostfront und nach dem dortigen Waffenstillstand kehrte sie im Februar 1918 wieder in den Westen zurück. Dort wurde die Brigade im September 1918 aufgelöst. Das 5. Lothringische Infanterie-Regiment Nr. 144 kam am 6. September 1918 zur 205. Infanterie-Brigade, das 9. Lothringische Infanterie-Regiment Nr. 173 vier Tage später zur 229. Infanterie-Brigade.

### Kommandeure
| Dienstgrad                          | Name                        | Datum                                                           |
| ----------------------------------- | --------------------------- | --------------------------------------------------------------- |
| Württ. Generalmajor/Generalleutnant | Otto von Clausen            | 01. April bis 29. Oktober 1890                                  |
| Generalmajor/Generalleutnant        | Otto von Schell             | 04. November 1890 bis 12. März 1894                             |
| Generalmajor                        | Max von Mayer               | 17. März 1894 bis 11. September 1896                            |
| Oberst                              | Oskar Serno                 | 12. September bis 17. Oktober 1896 (mit der Führung beauftragt) |
| Generalmajor                        | Oskar Serno                 | 18. Oktober 1896 bis 26. Januar 1900                            |
| Generalmajor                        | Hermann von Schmidt         | 27. Januar 1900 bis 17. April 1903                              |
| Generalmajor                        | Gustav Schlienkamp          | 18. April 1903 bis 12. Februar 1906                             |
| Oberst                              | Hermann von Kotze           | 13. Februar bis 9. April 1906 (mit der Führung beauftragt)      |
| Generalmajor                        | Hermann von Kotze           | 10. April 1906 bis 23. März 1909                                |
| Oberst                              | Felix Rummelspacher         | 24. März bis 19. April 1909 (mit der Führung beauftragt)        |
| Generalmajor                        | Felix Rummelspacher         | 20. April 1909 bis 6. Juni 1910                                 |
| Generalmajor                        | Sigismund von Förster       | 16. Juni 1910 bis 1. März 1913                                  |
| Oberst                              | Karl Brosius                | 05. bis 21. März 1913 (mit der Führung beauftragt)              |
| Generalmajor                        | Karl Brosius                | 22. März 1913 bis 23. Dezember 1914                             |
| Oberst                              | Hugo Karl August Bacmeister | 14. Dezember 1914 bis April 1915                                |
| Generalmajor                        | Georg Mühry                 | 19. April 1915 bis 30. September 1916                           |
| Generalmajor                        | Franz Sydow                 | 01. Oktober 1916 bis 10. November 1917                          |
| Oberst                              | Bruno Modrow                | 11. November 1917 bis 1918                                      |
|                                     | Ernst Kabisch               | 1918                                                            |